# Desa Malangan (administrativ by i Indonesien, lat -7,74, long 110,80)
Desa Malangan är en administrativ by i Indonesien.   Den ligger i provinsen Jawa Tengah, i den västra delen av landet, 500 km öster om huvudstaden Jakarta.